# Frank Giroud
Pour les articles homonymes, voir Giroud.
Frank Giroud, né le 3 mai 1956 à Toulouse et mort le 13 juillet 2018 à Montélimar, est un scénariste de bande dessinée français.

## Biographie
Frank Norbert Henri Giroud-Bit, dit Frank Giroud, réussit en 1977 le concours de l'École nationale des chartes, dont il démissionne sans obtenir le diplôme d'archiviste paléographe.
Après avoir obtenu un mémoire de maîtrise en histoire (1981), et passé l'agrégation d'histoire, il a enseigné cette discipline à Milan, puis Grenoble et accompagné de nombreux voyages organisés, ce qui lui a permis de connaître de nombreux pays et cultures. Très jeune, il écrit pour la bande dessinée et se consacre totalement au métier de scénariste à partir du succès de Louis la Guigne. 
Il a écrit quelques chansons, notamment pour Juliette sur l'album Assassins sans couteaux.
Il a participé à l'ouvrage Femmes du peintre Franck Ayroles.
Il meurt d'une longue maladie le 13 juillet 2018 à Montélimar.

## Œuvres

### One shots
- Le Chaman, Ice crim’s, 1984
Scénario : Frank Giroud - Dessin : Ab’Aigre - Couleurs : N&B
- Tango, Glénat, 1990
Scénario : Frank Giroud - Dessin : Alain Mounier - Couleurs : Marie-Paule Alluard
- Le Crépuscule des braves, Le Lombard, 1991
Scénario : Frank Giroud - Dessin : Philippe Tarral
- La Fille aux ibis, Dupuis collection Aire libre, 1993
Scénario : Frank Giroud - Dessin : Lax - Couleurs : Lax
- Madagascar, Glénat, 2001
Scénario : Frank Giroud - Dessin : Laurent Vicomte - Couleurs : Alain Le Corre
- Page noire, Futuropolis, 2010
Scénario : Frank Giroud et Denis Lapière - Dessin : Ralph Meyer - Couleurs : Ralph Meyer et Caroline Delabie
- Géricault, Glénat collection Les Grands Peintres, 2016
Scénario : Frank Giroud - Dessin : Gilles Mezzomo

## Prix
- 1999 : Prix Bloody Mary pour Azrayen' t. 1 (avec Lax)[13]
- 2002 :  Prix Max et Moritz du meilleur scénariste international
- 2002 : prix Jacques Lob
- 2006 : Prix Albert-Uderzo Sanglier du Meilleur Album Adulte pour Quintett, Tome 3 : L'histoire d'Elias Cohen
- 2011 : Prix Diagonale du meilleur album, avec Ralph Meyer et Denis Lapière, pour Page noire[14].